# Valdejalón
Valdejalón is een comarca van de Spaanse provincie Zaragoza. De hoofdstad is La Almunia de Doña Godina, de oppervlakte 933,3 km2 en het heeft 23.721 inwoners (2002).

## Gemeenten
Almonacid de la Sierra, La Almunia de Doña Godina, Alpartir, Bardallur, Calatorao, Chodes, Épila, Lucena de Jalón, Lumpiaque, Morata de Jalón, La Muela, Plasencia de Jalón, Ricla, Rueda de Jalón, Salillas de Jalón, Santa Cruz de Grío en Urrea de Jalón.